# Ciao gente!
Ciao gente! è stato un programma televisivo italiano di genere game show, andato in onda il venerdì in prima serata su Canale 5 dal 7 ottobre 1983 al 25 maggio 1984, con la conduzione di Corrado.

## Il programma
Il programma, ideato e condotto da Corrado assieme alla sua storica squadra d'autori, Corìma, Stefano Jurgens, Riccardo Mantoni, Alessandro Parenzo, Jacopo Rizza, andava in onda su Canale 5 nella prima serata del venerdì.
La direzione d'orchestra era affidata a Gianni Mazza, la scenografia era di Carlo Cesarini da Senigallia e la regia di Lino Procacci mentre come sigla del programma veniva utilizzata la versione strumentale di Sei contento papà? canzone eseguita da Corrado e Carletto (Simone Jurgens, figlio dell'autore Stefano) che fu un grande successo arrivando in cima alla hit parade musicale.
Il programma prevedeva tre sfide tra due concorrenti, da realizzare durante la settimana prima della messa in onda della puntata nella propria cittadina (ad esempio la preparazione di una mega crostata) per poi essere giudicate in studio da vari giurati. Tra questi giurati vi erano anche illustri personaggi: tra gli altri, intervenuti nel corso delle puntate, si ricordano Lucio Fulci, Giò Pomodoro, Pasquale Festa Campanile, Ugo Tognazzi, Claudio Villa, Maurizio Merli; al termine della puntata veniva proclamato il vincitore tra i due concorrenti, ovvero colui che si era aggiudicato almeno due prove su tre.
Un altro momento del programma era quello delle esibizioni fatte dai componenti del pubblico in studio arruolati a caso da Corrado, che improvvisavano numeri di vario tipo (tale spazio è stato a tutti gli effetti l'antesignano della Corrida televisiva); a colui o colei che aveva improvvisato la migliore performance, veniva data la possibilità di sfidare il concorrente vincitore della puntata al gioco finale: La frase misteriosa, in cui i due partecipanti dovevano indovinare la frase scritta in un tabellone, componendola lettera per lettera. Quest'ultimo quiz era l'unica parte della trasmissione non originale, mutuato dal format americano Wheel of Fortune; ne consegue che il programma presentava in embrione il gioco che poi in seguito sarebbe diventato il celebre game-show La ruota della fortuna.
Alla sfida tra i due concorrenti si alternavano momenti comici, di cui era protagonista Paolo Villaggio che portò sullo schermo, per la prima volta, il personaggio di Gemma Pontini, poi ripreso anche nel programma di Rai 2 Mixer e nel varietà di Canale 5 Grand Hotel. Inoltre, proprio a Ciao gente debuttò l'imitatore Dario Ballantini.
I collegamenti esterni erano curati da Antonio Miglietta che esordì come collaboratore ai testi.

## Ascolti
Partito con un ottimo ascolto (9 milioni di telespettatori), in seguito, con l'inizio del programma-rivale Loretta Goggi in quiz in onda su Rai 1 e condotto da Loretta Goggi, l'audience del programma di Corrado scese a 6 milioni di spettatori (contro i 13 milioni del programma della Goggi), tanto che non fu riconfermato in palinsesto nella stagione successiva.

## Programmi derivati
Il corpus di questa trasmissione fu poi trapiantato, nel 1985, da Corrado nel segmento da lui condotto della prima edizione di Buona Domenica (presentata assieme a Maurizio Costanzo); infine, lo stesso format, senza revisioni significative, costituì poi nel 1997 il corpus del programma Il gatto e la volpe condotto da Paolo Bonolis, Wendy Windham e Luca Laurenti, che vedeva Corrado tra gli autori.